# Kanton Carpentras-Nord
Der Kanton Carpentras-Nord war bis 2015 ein französischer Wahlkreis im Département Vaucluse in der Region Provence-Alpes-Côte d’Azur. Er umfasste einen Teilbereich der Stadt Carpentras und fünf weitere Gemeinden. 2015 wurde er im Rahmen einer landesweiten Neugliederung der Kantone aufgelöst.

## Gemeinden
Der Kanton bestand aus einem Teil der Stadt Carpentras (angegeben ist hier die Gesamteinwohnerzahl) und weiteren fünf Gemeinden:
| Gemeinde                     | Einwohner Jahr | Fläche km² | Bevölkerungsdichte | Code INSEE | Postleitzahl |
| ---------------------------- | -------------- | ---------- | ------------------ | ---------- | ------------ |
| Aubignan                     | 5.324 (2013)   | 15,7       | 339 Einw./km²      | 84004      | 84810        |
| Caromb                       | 3.164 (2013)   | 17,98      | 176 Einw./km²      | 84030      | 84330        |
| Carpentras                   | 28.422 (2013)  | –          | – Einw./km²        | 84031      | 84200        |
| Loriol-du-Comtat             | 2.528 (2013)   | 11,29      | 224 Einw./km²      | 84067      | 84870        |
| Saint-Hippolyte-le-Graveyron | 174 (2013)     | 4,94       | 35 Einw./km²       | 84109      | 84330        |
| Sarrians                     | 5.858 (2013)   | 37,49      | 156 Einw./km²      | 84122      | 84260        |